# Back to Black (album)
Back to Black is het tweede album van de Britse jazz- en soulzangeres Amy Winehouse, uitgebracht in oktober 2006. Met wereldwijd meer dan twintig miljoen verkochte exemplaren is het een van de best verkochte platen van het afgelopen decennium. Het leverde Winehouse in 2008 vijf Grammy's op voor Best Pop Vocal Album, Best Female Pop Vocal Performance, Song of the Year en Record of the Year voor "Rehab". Winehouse won ook de prijs voor Best New Artist en evenaarde daarmee het recordaantal beeldjes dat een vrouw in één jaar won. Eerder wisten Lauryn Hill, Norah Jones, Alicia Keys en Beyoncé dat te presteren.

## Geschiedenis
In Nederland verscheen Back to Black in januari 2007 voor het eerst in de Album Top 100, nadat de eerste single Rehab in de belangstelling kwam. Het leverde Winehouse in eerste instantie alleen een top 3-notering op. Pas nadat het ruim een jaar genoteerd stond klom het album naar de eerste plaats, waar het uiteindelijk veertien weken achtereenvolgend verbleef. In 2008 werd Back to Black vervolgens het best verkochte album van het jaar. Na 99 weken verdween de cd uit de lijst en stond het later nog eens veertien weken op nummer 1 in de Backcatalogue Top 50, een lijst voor albums die minimaal twee jaar oud zijn. Toen deze werd opgeheven keerde Back to Black in augustus 2011 terug in de Album Top 100, enkele weken na de dood van Winehouse. De zangeres bereikte toen opnieuw de eerste plaats.
In totaal zijn in Nederland meer dan 350.000 exemplaren verkocht van Back to Black, goed voor vijf keer platina. Sinds enkele jaren wordt het album steevast opgenomen in de Hemelse 100, de lijst van beste albums ooit gemaakt uitgezonden door radiozender 3FM. In 2012, het jaar na haar dood, behaalde Winehouse met nummer 11 haar hoogste positie.
Het album bereikte ook in Vlaanderen de eerste plaats en behaalde daar driemaal de platina status. In het Verenigd Koninkrijk zijn inmiddels meer dan 3,5 miljoen exemplaren van het album verkocht. Wereldwijd ging Back to Black twintig miljoen keer over de (digitale) toonbank.

## Tracklist
1. "Rehab" (Amy Winehouse) – 3:35
2. "You Know I'm No Good" (Winehouse) – 4:17
3. "Me & Mr. Jones" (Winehouse) – 2:33
4. "Just Friends" (Winehouse) – 3:13
5. "Back to Black" (Winehouse, Mark Ronson) – 4:01
6. "Love Is a Losing Game" (Winehouse) – 2:35
7. "Tears Dry on Their Own" (Winehouse, Nickolas Ashford, Valerie Simpson) – 3:06
8. "Wake Up Alone" (Winehouse, Paul O'Duffy) – 3:42
9. "Some Unholy War" (Winehouse) – 2:22
10. "He Can Only Hold Her" (Winehouse, Richard Poindexter, Robert Poindexter) – 2:46
11. "Addicted" (Ierse/Engelse/Japanse albumversie) (Winehouse) – 2:45
12. "You Know I'm No Good" (met Ghostface Killah) (Amerikaanse/Japanse albumversie) (Winehouse) – 4:23
13. "Close to the Front" (Japanse albumversie)
14. "Hey Little Rich Girl" (Japanse albumversie)
15. "Monkey Man" (Japanse albumversie)
16. "Back to Black - The Rumble Strips Remix" (Japanse albumversie)

## Hitnoteringen

### NederlandseAlbum Top 100
| Hitnotering (week 1 t/m 99): 06-01-2007 t/m 22-11-2008 Hitnotering (week 100 t/m 138): 30-07-2011 t/m 21-04-2012 Hitnotering (week 139 t/m 156): 05-05-2012 t/m 01-09-2012 | Hitnotering (week 1 t/m 99): 06-01-2007 t/m 22-11-2008 Hitnotering (week 100 t/m 138): 30-07-2011 t/m 21-04-2012 Hitnotering (week 139 t/m 156): 05-05-2012 t/m 01-09-2012 | Hitnotering (week 1 t/m 99): 06-01-2007 t/m 22-11-2008 Hitnotering (week 100 t/m 138): 30-07-2011 t/m 21-04-2012 Hitnotering (week 139 t/m 156): 05-05-2012 t/m 01-09-2012 | Hitnotering (week 1 t/m 99): 06-01-2007 t/m 22-11-2008 Hitnotering (week 100 t/m 138): 30-07-2011 t/m 21-04-2012 Hitnotering (week 139 t/m 156): 05-05-2012 t/m 01-09-2012 | Hitnotering (week 1 t/m 99): 06-01-2007 t/m 22-11-2008 Hitnotering (week 100 t/m 138): 30-07-2011 t/m 21-04-2012 Hitnotering (week 139 t/m 156): 05-05-2012 t/m 01-09-2012 | Hitnotering (week 1 t/m 99): 06-01-2007 t/m 22-11-2008 Hitnotering (week 100 t/m 138): 30-07-2011 t/m 21-04-2012 Hitnotering (week 139 t/m 156): 05-05-2012 t/m 01-09-2012 | Hitnotering (week 1 t/m 99): 06-01-2007 t/m 22-11-2008 Hitnotering (week 100 t/m 138): 30-07-2011 t/m 21-04-2012 Hitnotering (week 139 t/m 156): 05-05-2012 t/m 01-09-2012 | Hitnotering (week 1 t/m 99): 06-01-2007 t/m 22-11-2008 Hitnotering (week 100 t/m 138): 30-07-2011 t/m 21-04-2012 Hitnotering (week 139 t/m 156): 05-05-2012 t/m 01-09-2012 | Hitnotering (week 1 t/m 99): 06-01-2007 t/m 22-11-2008 Hitnotering (week 100 t/m 138): 30-07-2011 t/m 21-04-2012 Hitnotering (week 139 t/m 156): 05-05-2012 t/m 01-09-2012 | Hitnotering (week 1 t/m 99): 06-01-2007 t/m 22-11-2008 Hitnotering (week 100 t/m 138): 30-07-2011 t/m 21-04-2012 Hitnotering (week 139 t/m 156): 05-05-2012 t/m 01-09-2012 | Hitnotering (week 1 t/m 99): 06-01-2007 t/m 22-11-2008 Hitnotering (week 100 t/m 138): 30-07-2011 t/m 21-04-2012 Hitnotering (week 139 t/m 156): 05-05-2012 t/m 01-09-2012 | Hitnotering (week 1 t/m 99): 06-01-2007 t/m 22-11-2008 Hitnotering (week 100 t/m 138): 30-07-2011 t/m 21-04-2012 Hitnotering (week 139 t/m 156): 05-05-2012 t/m 01-09-2012 | Hitnotering (week 1 t/m 99): 06-01-2007 t/m 22-11-2008 Hitnotering (week 100 t/m 138): 30-07-2011 t/m 21-04-2012 Hitnotering (week 139 t/m 156): 05-05-2012 t/m 01-09-2012 | Hitnotering (week 1 t/m 99): 06-01-2007 t/m 22-11-2008 Hitnotering (week 100 t/m 138): 30-07-2011 t/m 21-04-2012 Hitnotering (week 139 t/m 156): 05-05-2012 t/m 01-09-2012 | Hitnotering (week 1 t/m 99): 06-01-2007 t/m 22-11-2008 Hitnotering (week 100 t/m 138): 30-07-2011 t/m 21-04-2012 Hitnotering (week 139 t/m 156): 05-05-2012 t/m 01-09-2012 | Hitnotering (week 1 t/m 99): 06-01-2007 t/m 22-11-2008 Hitnotering (week 100 t/m 138): 30-07-2011 t/m 21-04-2012 Hitnotering (week 139 t/m 156): 05-05-2012 t/m 01-09-2012 | Hitnotering (week 1 t/m 99): 06-01-2007 t/m 22-11-2008 Hitnotering (week 100 t/m 138): 30-07-2011 t/m 21-04-2012 Hitnotering (week 139 t/m 156): 05-05-2012 t/m 01-09-2012 | Hitnotering (week 1 t/m 99): 06-01-2007 t/m 22-11-2008 Hitnotering (week 100 t/m 138): 30-07-2011 t/m 21-04-2012 Hitnotering (week 139 t/m 156): 05-05-2012 t/m 01-09-2012 | Hitnotering (week 1 t/m 99): 06-01-2007 t/m 22-11-2008 Hitnotering (week 100 t/m 138): 30-07-2011 t/m 21-04-2012 Hitnotering (week 139 t/m 156): 05-05-2012 t/m 01-09-2012 | Hitnotering (week 1 t/m 99): 06-01-2007 t/m 22-11-2008 Hitnotering (week 100 t/m 138): 30-07-2011 t/m 21-04-2012 Hitnotering (week 139 t/m 156): 05-05-2012 t/m 01-09-2012 | Hitnotering (week 1 t/m 99): 06-01-2007 t/m 22-11-2008 Hitnotering (week 100 t/m 138): 30-07-2011 t/m 21-04-2012 Hitnotering (week 139 t/m 156): 05-05-2012 t/m 01-09-2012 |
| Week: | 1 | 2 | 3 | 4 | 5 | 6 | 7 | 8 | 9 | 10 | 11 | 12 | 13 | 14 | 15 | 16 | 17 | 18 | 19 | 20 |
| --- | --- | --- | --- | --- | --- | --- | --- | --- | --- | --- | --- | --- | --- | --- | --- | --- | --- | --- | --- | --- |
| Positie: | 86 | 24 | 12 | 10 | 11 | 9 | 4 | 3 | 6 | 5 | 5 | 9 | 11 | 10 | 16 | 17 | 15 | 17 | 18 | 18 |
| Week: | 21 | 22 | 23 | 24 | 25 | 26 | 27 | 28 | 29 | 30 | 31 | 32 | 33 | 34 | 35 | 36 | 37 | 38 | 39 | 40 |
| Positie: | 14 | 10 | 15 | 17 | 15 | 12 | 15 | 15 | 4 | 6 | 7 | 9 | 7 | 10 | 11 | 13 | 18 | 26 | 23 | 29 |
| Week: | 41 | 42 | 43 | 44 | 45 | 46 | 47 | 48 | 49 | 50 | 51 | 52 | 53 | 54 | 55 | 56 | 57 | 58 | 59 | 60 |
| Positie: | 44 | 38 | 24 | 20 | 11 | 17 | 20 | 18 | 14 | 14 | 13 | 8 | 2 | 2 | 1 | 1 | 1 | 1 | 1 | 1 |
| Week: | 61 | 62 | 63 | 64 | 65 | 66 | 67 | 68 | 69 | 70 | 71 | 72 | 73 | 74 | 75 | 76 | 77 | 78 | 79 | 80 |
| Positie: | 1 | 1 | 1 | 1 | 1 | 1 | 1 | 1 | 4 | 3 | 2 | 3 | 5 | 6 | 3 | 3 | 4 | 4 | 4 | 5 |
| Week: | 81 | 82 | 83 | 84 | 85 | 86 | 87 | 88 | 89 | 90 | 91 | 92 | 93 | 94 | 95 | 96 | 97 | 98 | 99 | |
| Positie: | 5 | 5 | 4 | 5 | 8 | 8 | 10 | 11 | 13 | 14 | 20 | 20 | 21 | 25 | 31 | 33 | 31 | 41 | 48 | uit |
| Week: | 100 | 101 | 102 | 103 | 104 | 105 | 106 | 107 | 108 | 109 | 110 | 111 | 112 | 113 | 114 | 115 | 116 | 117 | 118 | 119 |
| Positie: | 2 | 1 | 2 | 2 | 4 | 6 | 11 | 10 | 14 | 28 | 21 | 24 | 30 | 29 | 34 | 43 | 49 | 60 | 50 | 36 |
| Week: | 120 | 121 | 122 | 123 | 124 | 125 | 126 | 127 | 128 | 129 | 130 | 131 | 132 | 133 | 134 | 135 | 136 | 137 | 138 | |
| Positie: | 43 | 46 | 37 | 17 | 25 | 26 | 30 | 45 | 51 | 41 | 46 | 59 | 63 | 64 | 83 | 74 | 87 | 67 | 76 | uit |
| Week: | 139 | 140 | 141 | 142 | 143 | 144 | 145 | 146 | 147 | 148 | 149 | 150 | 151 | 152 | 153 | 154 | 155 | 156 | | |
| Positie: | 98 | 74 | 74 | 98 | 91 | 88 | 95 | 88 | 91 | 38 | 28 | 22 | 5 | 11 | 10 | 13 | 26 | 15 | uit | |

### VlaamseUltratop 200 Albums
| Hitnotering (week 1 t/m 94): 03-02-2007 t/m 15-11-2008 Hitnotering (week 95 t/m 131): 30-07-2011 t/m 07-04-2012 Hitnotering (week 132 t/m 152): 21-04-2012 t/m 08-09-2012 Hitnotering (week 153 t/m 163): 05-01-2019 t/m heden | Hitnotering (week 1 t/m 94): 03-02-2007 t/m 15-11-2008 Hitnotering (week 95 t/m 131): 30-07-2011 t/m 07-04-2012 Hitnotering (week 132 t/m 152): 21-04-2012 t/m 08-09-2012 Hitnotering (week 153 t/m 163): 05-01-2019 t/m heden | Hitnotering (week 1 t/m 94): 03-02-2007 t/m 15-11-2008 Hitnotering (week 95 t/m 131): 30-07-2011 t/m 07-04-2012 Hitnotering (week 132 t/m 152): 21-04-2012 t/m 08-09-2012 Hitnotering (week 153 t/m 163): 05-01-2019 t/m heden | Hitnotering (week 1 t/m 94): 03-02-2007 t/m 15-11-2008 Hitnotering (week 95 t/m 131): 30-07-2011 t/m 07-04-2012 Hitnotering (week 132 t/m 152): 21-04-2012 t/m 08-09-2012 Hitnotering (week 153 t/m 163): 05-01-2019 t/m heden | Hitnotering (week 1 t/m 94): 03-02-2007 t/m 15-11-2008 Hitnotering (week 95 t/m 131): 30-07-2011 t/m 07-04-2012 Hitnotering (week 132 t/m 152): 21-04-2012 t/m 08-09-2012 Hitnotering (week 153 t/m 163): 05-01-2019 t/m heden | Hitnotering (week 1 t/m 94): 03-02-2007 t/m 15-11-2008 Hitnotering (week 95 t/m 131): 30-07-2011 t/m 07-04-2012 Hitnotering (week 132 t/m 152): 21-04-2012 t/m 08-09-2012 Hitnotering (week 153 t/m 163): 05-01-2019 t/m heden | Hitnotering (week 1 t/m 94): 03-02-2007 t/m 15-11-2008 Hitnotering (week 95 t/m 131): 30-07-2011 t/m 07-04-2012 Hitnotering (week 132 t/m 152): 21-04-2012 t/m 08-09-2012 Hitnotering (week 153 t/m 163): 05-01-2019 t/m heden | Hitnotering (week 1 t/m 94): 03-02-2007 t/m 15-11-2008 Hitnotering (week 95 t/m 131): 30-07-2011 t/m 07-04-2012 Hitnotering (week 132 t/m 152): 21-04-2012 t/m 08-09-2012 Hitnotering (week 153 t/m 163): 05-01-2019 t/m heden | Hitnotering (week 1 t/m 94): 03-02-2007 t/m 15-11-2008 Hitnotering (week 95 t/m 131): 30-07-2011 t/m 07-04-2012 Hitnotering (week 132 t/m 152): 21-04-2012 t/m 08-09-2012 Hitnotering (week 153 t/m 163): 05-01-2019 t/m heden | Hitnotering (week 1 t/m 94): 03-02-2007 t/m 15-11-2008 Hitnotering (week 95 t/m 131): 30-07-2011 t/m 07-04-2012 Hitnotering (week 132 t/m 152): 21-04-2012 t/m 08-09-2012 Hitnotering (week 153 t/m 163): 05-01-2019 t/m heden | Hitnotering (week 1 t/m 94): 03-02-2007 t/m 15-11-2008 Hitnotering (week 95 t/m 131): 30-07-2011 t/m 07-04-2012 Hitnotering (week 132 t/m 152): 21-04-2012 t/m 08-09-2012 Hitnotering (week 153 t/m 163): 05-01-2019 t/m heden | Hitnotering (week 1 t/m 94): 03-02-2007 t/m 15-11-2008 Hitnotering (week 95 t/m 131): 30-07-2011 t/m 07-04-2012 Hitnotering (week 132 t/m 152): 21-04-2012 t/m 08-09-2012 Hitnotering (week 153 t/m 163): 05-01-2019 t/m heden | Hitnotering (week 1 t/m 94): 03-02-2007 t/m 15-11-2008 Hitnotering (week 95 t/m 131): 30-07-2011 t/m 07-04-2012 Hitnotering (week 132 t/m 152): 21-04-2012 t/m 08-09-2012 Hitnotering (week 153 t/m 163): 05-01-2019 t/m heden | Hitnotering (week 1 t/m 94): 03-02-2007 t/m 15-11-2008 Hitnotering (week 95 t/m 131): 30-07-2011 t/m 07-04-2012 Hitnotering (week 132 t/m 152): 21-04-2012 t/m 08-09-2012 Hitnotering (week 153 t/m 163): 05-01-2019 t/m heden | Hitnotering (week 1 t/m 94): 03-02-2007 t/m 15-11-2008 Hitnotering (week 95 t/m 131): 30-07-2011 t/m 07-04-2012 Hitnotering (week 132 t/m 152): 21-04-2012 t/m 08-09-2012 Hitnotering (week 153 t/m 163): 05-01-2019 t/m heden | Hitnotering (week 1 t/m 94): 03-02-2007 t/m 15-11-2008 Hitnotering (week 95 t/m 131): 30-07-2011 t/m 07-04-2012 Hitnotering (week 132 t/m 152): 21-04-2012 t/m 08-09-2012 Hitnotering (week 153 t/m 163): 05-01-2019 t/m heden | Hitnotering (week 1 t/m 94): 03-02-2007 t/m 15-11-2008 Hitnotering (week 95 t/m 131): 30-07-2011 t/m 07-04-2012 Hitnotering (week 132 t/m 152): 21-04-2012 t/m 08-09-2012 Hitnotering (week 153 t/m 163): 05-01-2019 t/m heden | Hitnotering (week 1 t/m 94): 03-02-2007 t/m 15-11-2008 Hitnotering (week 95 t/m 131): 30-07-2011 t/m 07-04-2012 Hitnotering (week 132 t/m 152): 21-04-2012 t/m 08-09-2012 Hitnotering (week 153 t/m 163): 05-01-2019 t/m heden | Hitnotering (week 1 t/m 94): 03-02-2007 t/m 15-11-2008 Hitnotering (week 95 t/m 131): 30-07-2011 t/m 07-04-2012 Hitnotering (week 132 t/m 152): 21-04-2012 t/m 08-09-2012 Hitnotering (week 153 t/m 163): 05-01-2019 t/m heden | Hitnotering (week 1 t/m 94): 03-02-2007 t/m 15-11-2008 Hitnotering (week 95 t/m 131): 30-07-2011 t/m 07-04-2012 Hitnotering (week 132 t/m 152): 21-04-2012 t/m 08-09-2012 Hitnotering (week 153 t/m 163): 05-01-2019 t/m heden | Hitnotering (week 1 t/m 94): 03-02-2007 t/m 15-11-2008 Hitnotering (week 95 t/m 131): 30-07-2011 t/m 07-04-2012 Hitnotering (week 132 t/m 152): 21-04-2012 t/m 08-09-2012 Hitnotering (week 153 t/m 163): 05-01-2019 t/m heden |
| Week: | 1 | 2 | 3 | 4 | 5 | 6 | 7 | 8 | 9 | 10 | 11 | 12 | 13 | 14 | 15 | 16 | 17 | 18 | 19 | 20 |
| --- | --- | --- | --- | --- | --- | --- | --- | --- | --- | --- | --- | --- | --- | --- | --- | --- | --- | --- | --- | --- |
| Positie: | 87 | 14 | 7 | 7 | 6 | 4 | 9 | 9 | 3 | 3 | 5 | 9 | 8 | 10 | 10 | 11 | 10 | 9 | 9 | 11 |
| Week: | 21 | 22 | 23 | 24 | 25 | 26 | 27 | 28 | 29 | 30 | 31 | 32 | 33 | 34 | 35 | 36 | 37 | 38 | 39 | 40 |
| Positie: | 18 | 21 | 23 | 19 | 15 | 16 | 11 | 10 | 7 | 7 | 7 | 8 | 5 | 6 | 10 | 10 | 11 | 14 | 13 | 13 |
| Week: | 41 | 42 | 43 | 44 | 45 | 46 | 47 | 48 | 49 | 50 | 51 | 52 | 53 | 54 | 55 | 56 | 57 | 58 | 59 | 60 |
| Positie: | 11 | 12 | 16 | 17 | 20 | 18 | 11 | 8 | 6 | 4 | 3 | 3 | 5 | 5 | 6 | 3 | 1 | 1 | 2 | 2 |
| Week: | 61 | 62 | 63 | 64 | 65 | 66 | 67 | 68 | 69 | 70 | 71 | 72 | 73 | 74 | 75 | 76 | 77 | 78 | 79 | 80 |
| Positie: | 5 | 7 | 6 | 5 | 8 | 12 | 13 | 13 | 14 | 18 | 18 | 23 | 23 | 22 | 21 | 17 | 22 | 25 | 21 | 18 |
| Week: | 81 | 82 | 83 | 84 | 85 | 86 | 87 | 88 | 89 | 90 | 91 | 92 | 93 | 94 | | 95 | 96 | 97 | 98 | 99 |
| Positie: | 24 | 22 | 29 | 37 | 39 | 39 | 58 | 59 | 81 | 73 | 62 | 79 | 69 | 79 | uit | 10 | 4 | 4 | 6 | 7 |
| Week: | 100 | 101 | 102 | 103 | 104 | 105 | 106 | 107 | 108 | 109 | 110 | 111 | 112 | 113 | 114 | 115 | 116 | 117 | 118 | 119 |
| Positie: | 11 | 17 | 18 | 20 | 29 | 44 | 36 | 36 | 52 | 54 | 58 | 52 | 63 | 65 | 60 | 55 | 62 | 59 | 51 | 38 |
| Week: | 120 | 121 | 122 | 123 | 124 | 125 | 126 | 127 | 128 | 129 | 130 | 131 | | 132 | 133 | 134 | 135 | 136 | 137 | 138 |
| Positie: | 42 | 41 | 38 | 48 | 58 | 66 | 70 | 82 | 97 | 84 | 79 | 100 | uit | 77 | 97 | 87 | 84 | 73 | 60 | 41 |
| Week: | 139 | 140 | 141 | 142 | 143 | 144 | 145 | 146 | 147 | 148 | 149 | 150 | 151 | 152 | | 153 | 154 | 155 | 156 | 157 |
| Positie: | 45 | 44 | 52 | 66 | 106 | 64 | 55 | 47 | 19 | 30 | 72 | 93 | 131 | 103 | uit | 34 | 22 | 40 | 26 | 27 |
| Week: | 158 | 159 | 160 | 161 | 162 | 163 | | | | | | | | | | | | | | |
| Positie: | 34 | 38 | 41 | 39 | 30 | 25 | | | | | | | | | | | | | | |